# Brytyjscy posłowie do Parlamentu Europejskiego 2009–2014
Brytyjscy posłowie VII kadencji do Parlamentu Europejskiego zostali wybrani w wyborach przeprowadzonych 4 czerwca 2009.

## Lista posłów
Wybrani z listy Partii Konserwatywnej
- Richard Ashworth
- Robert Atkins
- Philip Bradbourn
- Martin Callanan
- Giles Chichester
- Nirj Deva
- James Elles
- Vicky Ford
- Jacqueline Foster
- Ashley Fox
- Julie Girling
- Daniel Hannan
- Malcolm Harbour
- Roger Helmer
- Syed Kamall
- Sajjad Karim
- Timothy Kirkhope
- Emma McClarkin
- Anthea McIntyre, poseł do PE od 1 grudnia 2011, mandat w związku z wejściem w życie traktatu lizbońskiego
- Edward McMillan-Scott
- Struan Stevenson
- Robert Sturdy
- Kay Swinburne
- Charles Tannock
- Geoffrey Van Orden
- Marina Yannakoudakis

Wybrani z listy Partii Niepodległości Zjednoczonego Królestwa
- Stuart Agnew
- Marta Andreasen
- Gerard Batten
- Godfrey Bloom
- John Bufton
- David Campbell Bannerman
- Derek Clark
- Trevor Colman
- William Legge, 10. hrabia Dartmouth
- Nigel Farage
- Mike Nattrass
- Paul Nuttall
- Nikki Sinclaire

Wybrani z listy Partii Pracy
- Michael Cashman
- Mary Honeyball
- Richard Howitt
- Stephen Hughes
- David Martin
- Linda McAvan
- Arlene McCarthy
- Claude Moraes
- Brian Simpson
- Peter Skinner
- Catherine Stihler
- Derek Vaughan
- Glenis Willmott

Wybrani z listy Liberalnych Demokratów
- Catherine Bearder
- Phil Bennion, poseł do PE od 6 lutego 2012
- Sharon Bowles
- Chris Davies
- Andrew Duff
- Fiona Hall
- Sarah Ludford
- George Lyon
- Bill Newton Dunn
- Rebecca Elisabeth Taylor, poseł do PE od 8 marca 2012
- Graham Watson

Wybrani z listy Zielonych
- Jean Lambert
- Keith Taylor, poseł do PE od 2 czerwca 2010

Wybrani z listy Brytyjskiej Partii Narodowej
- Andrew Brons
- Nick Griffin

Wybrani z listy Szkockiej Partii Narodowej
- Ian Hudghton
- Alyn Smith

Wybrana z listy Plaid Cymru
- Jill Evans

Wybrana z listy Sinn Féin
- Martina Anderson, poseł do PE od 12 czerwca 2012

Wybrana z listy Demokratycznej Partii Unionistycznej
- Diane Dodds

Wybrany z listy UCUNF
- Jim Nicholson (Ulsterska Partia Unionistyczna)

Byli posłowie VI kadencji do PE
- Bairbre de Brún (wybrana z listy Sinn Féin), do 2 maja 2012, zrzeczenie
- Caroline Lucas (wybrana z listy Zielonych), do 17 maja 2010, zrzeczenie
- Liz Lynne (wybrana z listy Liberalnych Demokratów), do 3 lutego 2012, zrzeczenie
- Diana Wallis (wybrana z listy Liberalnych Demokratów), do 31 stycznia 2012, zrzeczenie